# ニキ・ジムリング
ニキ・ディゲ・ジムリング（Niki Dige Zimling, 1985年4月19日 - ）は、デンマーク・首都地域トーンビー出身の元同国代表サッカー選手。現役時代のポジションはMF。

## 経歴

### クラブ
ブレンビーIFのユース出身。2003年1月にトップチームへ登録され、同年4月のオールボーBK戦でデンマーク・スーペルリーガデビューを果たした。以後2年間に亘り同クラブでプレーし、25試合1得点を記録。UEFAチャンピオンズリーグにも3試合出場した。
2005年8月22日、エスビャウfBに3年契約で移籍。加入してすぐにスタメンに定着した。本シーズンのデンマーク・カップ決勝のメンバーにも名を連ねたものの、ラナースFCに1-0で敗れた。翌シーズンには公式戦30試合に出場し、イェスパー・ベクに次ぐチーム2位の10得点を挙げた。こうした活躍を受けて、スタッド・レンヌやバイエル・レヴァークーゼンが獲得に興味を示していることが報道された。
2008年7月20日、同年末のエスビャウとの契約満了後にセリエAのウディネーゼ・カルチョへ加入することが発表された。2009年3月22日のジェノアCFC戦で同クラブデビューとなった。6-2で大勝したシーズン最終節のカリアリ・カルチョ戦では、途中出場3分後の82分にオディオン・イガロのゴールをアシストした。2009年7月に移籍を視野にデンマークへ帰国したが、最終的にウーディネに留まった。しかし、ギョクハン・インレル、ガエターノ・ダゴスティーノ、クリスティアン・オボド、フェルナンド・ティッソーネら中盤の層は厚く、パルマFCとのシーズン開幕戦が同シーズン唯一のプレー機会となった。
2010年6月4日、NECナイメヘンにシーズンローンで加入することが発表された。1-0で勝利したシーズン開幕戦のVVVフェンロー戦において決勝点をアシスト。次戦ヴィレムIIとの試合ではPKを獲得し、これをビョルン・フレミンクスが決め2-2の同点に追い付くと最終的に3-5で勝利を収めた。デンマーク国外では無得点の状態が続いていたが、2011年2月13日のSBVエクセルシオール戦で2得点を挙げチームを勝利に導いた。続くFCトゥヴェンテとの一戦でも先制点を決めたが1-1のドローに終わった。3月5日に行われたADOデン・ハーグ戦では、劣勢の中87分の危険なタックルにより一発退場となり5-1で大敗。翌月24日の3-1で敗れたFCフローニンゲン戦において同点弾を決めた。このシーズンを通してレギュラーとしてプレーし、26試合4得点を記録した。
2011年5月27日、ジュピラー・プロ・リーグのクラブ・ブルッヘに4年契約で移籍。7月30日のリーグ開幕戦・KVCウェステルローとの試合で移籍後デビューし5-0で大勝した。ベルギー・カップのKAAヘントとの第2戦で初ゴールを記録。PK戦に縺れ込み第2キッカーとしてゴールネットを揺らすも、4-2で敗退した。2012年5月1日に行われたスタンダール・リエージュ戦でリーグ戦初ゴールとなった。このシーズンは国内のみならずUEFAヨーロッパリーグの舞台でも活躍した。翌シーズンは脹脛の負傷により約1か月戦線離脱したが、2012年12月9日のKベールスホットAC戦（1-7で勝利）で復帰し、ダメ押しとなる6得点目を決めた。その後同クラブでは更に3試合に出場した。
2013年1月25日、オイゲン・ポランスキの後釜としてブンデスリーガの1.FSVマインツ05に4年半の契約で移籍した。移籍金は約175万ポンドと推定されている。2月2日のFCバイエルン・ミュンヘンとの試合（0-3で敗戦）でリーグデビューとなった。ドイツでの初ゴールは、同月23日のVfLヴォルフスブルク戦（1-1）での先制点であった。
2014年9月1日、エールディヴィジのアヤックス・アムステルダムに買い取りオプション付きのシーズンローンで加入した。2016年2月1日からシーズン終了まで、2.ブンデスリーガのFSVフランクフルトにシーズン終了までのローンでプレーした。
2017年6月30日にスナユスケ・フッボルトと2年契約を締結し、8年振りに母国へ復帰することが発表された。

### 代表
デンマーク代表の各ユース世代で計48試合に出場。2006年のUEFA U-21欧州選手権でもプレーし、同年のデンマーク年間最優秀若手選手賞を受賞した。
2006年11月20日、モアテン・オルセン率いるデンマーク・スーペルリーガ・ベストイレブン代表に選出され、翌年1月にアメリカやエルサルバドル、ホンジュラスの各国を回った。翌年1月にも同代表チームにも名を連ねた。
翌月6日には、スロベニアとの親善試合でA代表デビューを果たした。2010年11月11日のチェコとの親善試合で2年半振りに代表復帰。翌年6月4日のアイスランド戦で、コンディション不足のクリスティアン・ポウルセンに代わってスタメンの座を掴んだ。以降は幼馴染みのウィリアム・クヴィストと共に中盤を形成し、EURO2012への出場権を手にした。

## タイトル

### クラブ
ブレンビー
- デンマーク・スーペルリーガ : 2004-05
- デンマーク・カップ : 2002-03, 2004-05

### 個人
- デンマーク年間最優秀若手選手（英語版） : 2006